# Comuna Letca Nouă, Giurgiu
Letca Nouă este o comună în județul Giurgiu, Muntenia, România, formată din satele Letca Nouă (reședința), Letca Veche și Milcovățu.

## Așezare
Comuna se află în marginea vestică a județului, pe malurile Milcovățului, la limita cu județul Teleorman. Este străbătută de șoseaua națională DN61, care leagă Găeștiul de Ghimpați. Din acest drum, la Milcovățu se ramifică șoseaua județeană DJ612, care duce spre vest în județul Teleorman la Mereni, Botoroaga, Frăsinet, Băbăița, Orbeasca, Călinești, Rădoiești, Sfințești, Săceni și Ciolănești. De asemenea, prin sud-vestul comunei, prin satul Letca Veche, trece și șoseaua județeană DJ601D, care o leagă în județul Teleorman spre nord-vest de Mereni, Crevenicu și Videle, și spre sud-vest de Bujoreni (unde se termină în DN6).

## Demografie
Componența etnică a comunei Letca Nouă
     Români (90,7%)
     Romi (1,05%)
     Alte etnii (8,25%)
Componența confesională a comunei Letca Nouă
     Ortodocși (91,14%)
     Alte religii (0,39%)
     Necunoscută (8,47%)
Conform recensământului efectuat în 2021, populația comunei Letca Nouă se ridică la 3.625 de locuitori, în scădere față de recensământul anterior din 2011, când fuseseră înregistrați 3.817 locuitori. Majoritatea locuitorilor sunt români (90,7%), cu o minoritate de romi (1,05%). Din punct de vedere confesional, majoritatea locuitorilor sunt ortodocși (91,14%), iar pentru 8,47% nu se cunoaște apartenența confesională.

## Politică și administrație
Comuna Letca Nouă este administrată de un primar și un consiliu local compus din 13 consilieri. Primarul, Marian Negru[*], de la Partidul Național Liberal, este în funcție din 2012. Începând cu alegerile locale din 2024, consiliul local are următoarea componență pe partide politice:
|  | Partid                    | Consilieri | Componența Consiliului | Componența Consiliului | Componența Consiliului | Componența Consiliului | Componența Consiliului | Componența Consiliului | Componența Consiliului | Componența Consiliului | Componența Consiliului |
|  | ------------------------- | ---------- | ---------------------- | ---------------------- | ---------------------- | ---------------------- | ---------------------- | ---------------------- | ---------------------- | ---------------------- | ---------------------- |
|  | Partidul Național Liberal | 9          |                        |                        |                        |                        |                        |                        |                        |                        |                        |
|  | Partidul Social Democrat  | 4          |                        |                        |                        |                        |                        |                        |                        |                        |                        |

## Istorie
La sfârșitul secolului al XIX-lea, comuna făcea parte din plasa Neajlov a județului Vlașca, și era formată numai din satul de reședință, cu 1259 de locuitori. Existau în comună o biserică de zid ridicată în 1860 și o școală mixtă cu 45 de elevi (dintre care 2 fete). La acea vreme, pe teritoriul actual al comunei mai funcționau în aceeași plasă și comunele Letca Veche și Rușii lui Asan. Comuna Letca Veche avea 1268 de locuitori în unicul ei sat, o moară de foc, o biserică și o școală mixtă cu 19 elevi. Comuna Rușii lui Asan, formată din satele Rușii lui Asan, Satu Nou și din mahalaua Cunești, avea 909 locuitori, o biserică și o școală mixtă cu 41 de elevi (dintre care 7 fete).
Anuarul Socec din 1925 consemnează comunele Letca Nouă și Rușii lui Asan în plasa Argeșul a aceluiași județ, iar comuna Letca Veche în plasa Câlniștea. Comuna Letca Nouă avea 1653 de locuitori, comuna Letca Veche — 1232, ambele fiind formate numai din satele de reședință; comuna Rușii lui Asan avea 1245 de locuitori în satele Chirculeasa-Măriuța și Rușii lui Asan. În 1931, satul Chirculeasa-Măriuța din comuna Rușii lui Asan a primit numele de Măriuța.
În 1950, comunele au fost transferate raionului Giurgiu și apoi (după 1952) raionului Drăgănești-Vlașca din regiunea București. Satul și comuna Rușii lui Asan au primit în 1964 denumirea de Milcovățu. În 1968, cele trei comune au trecut la județul Ilfov, comunele Letca Veche și Milcovățu fiind desființate, iar satele lor trecând la comuna Letca Nouă. Tot atunci, satul Măriuța a fost desființat și comasat cu satul Milcovățu. În 1981, o reorganizare administrativă regională a dus la transferarea comunei Letca Nouă la județul Giurgiu.

## Monumente istorice
Trei obiective din comuna Letca Nouă sunt incluse în lista monumentelor istorice din județul Giurgiu ca monumente de interes local. Unul este un sit arheologic, aflat „la Țățăr”, la 2 km nord de Letca Veche, unde s-au găsit urme de așezări din Epoca Bronzului Timpuriu (cultura Glina) și din perioada Latène (cultura geto-dacică). Celelalte două sunt monumente de arhitectură: biserica „Sfinții Constantin și Elena” a Mitropolitului Nifon (1860) aflată lângă primăria din Letca Nouă; și biserica cu același hram (1880) din satul Letca Veche.

## Personalități născute aici
- Corneliu Adameșteanu (1905 - 1960), medic, victimă a opresiunii comuniste.